# Dublin Institute for Advanced Studies
Das Dublin Institute for Advanced Studies (irisch Institiúid Ard-Léinn Bhaile Átha Cliath) ist ein 1940 vom irischen Ministerpräsidenten Éamon de Valera gegründetes Forschungsinstitut in Dublin. 

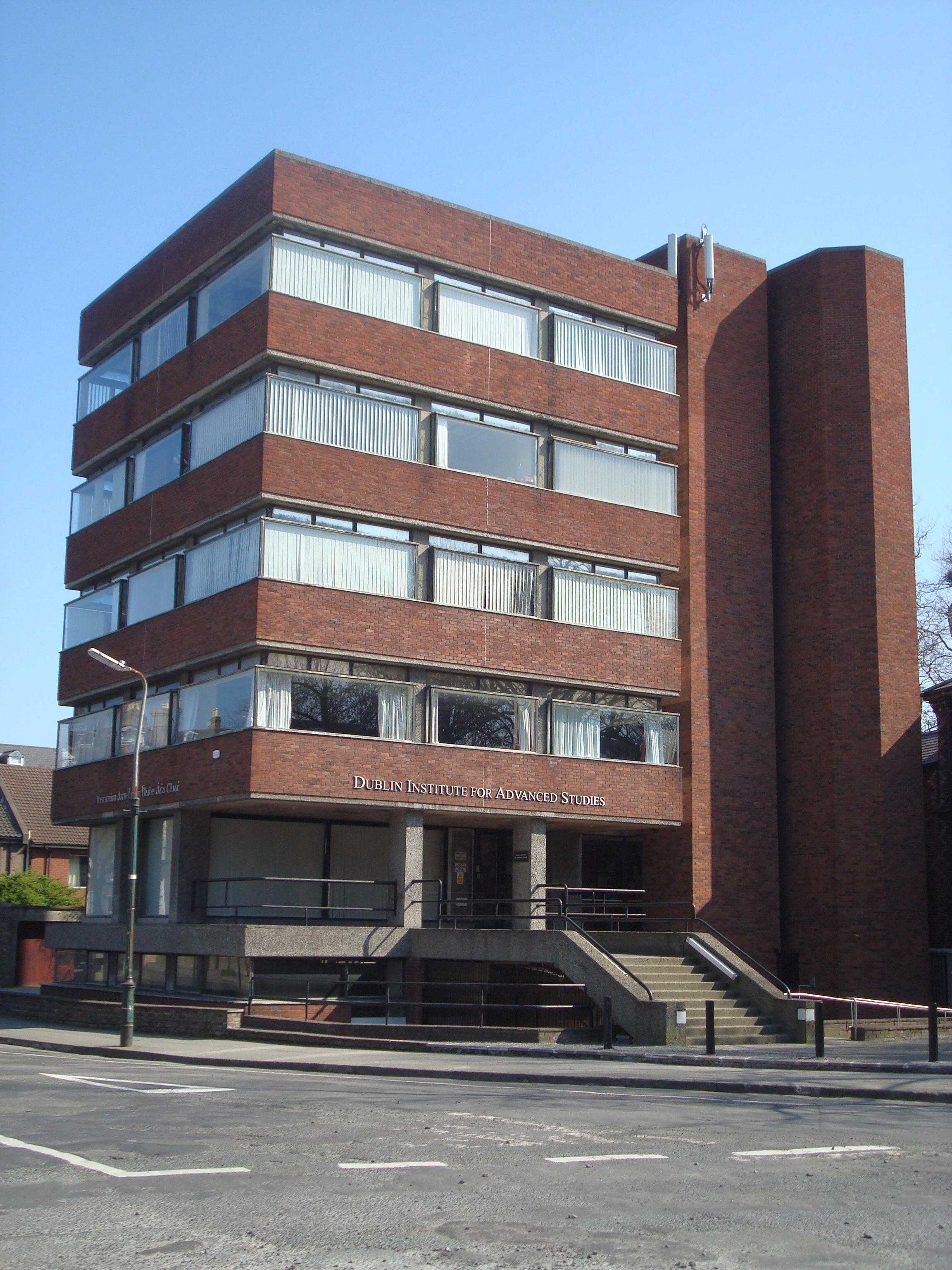
School of Theoretical Physics, Institute for Advanced Studies Dublin

Vorbild für die Gründung war das 1930 gegründete Institute for Advanced Studies in Princeton. Am Institut wird Studenten die Gelegenheit gegeben an der Forschung teilzunehmen, das Institut selbst vergibt allerdings keine akademischen Grade. 
Davor gab es in Dublin an vergleichbaren Einrichtungen nur die Universitäten Trinity College Dublin und University College Dublin und das damals bereits veraltete Dunsink Observatorium nördlich Dublins, an dem im 19. Jahrhundert Irlands berühmtester Mathematiker und Physiker William Rowan Hamilton wirkte. Die ersten beiden Institute waren die Schule für das Studium des Keltischen (School of Celtic Studies) und die Schule für Theoretische Physik (School of Theoretical Physics), für deren Leitung de Valera 1940 den aus Österreich emigrierten Nobelpreisträger Erwin Schrödinger gewinnen konnte, der dort bis 1956 blieb. Beide waren am Merrion Square 64 und 65. Hinzu kam 1947 die School of Cosmic Physics. Heute ist das Institut im Süden Dublins (Burlington Road 10, Fitzwilliam Place 31, Merrion Square 5 und ein Ableger am Dunsink Observatorium). 
Zu den an der Schule für Theoretische Physik wirkenden Wissenschaftlern gehörten Walter Heitler (als Kollege von Schrödinger), John Lighton Synge (ein Experte für Allgemeine Relativitätstheorie), Lochlainn O’Raifeartaigh, John Trevor Lewis und Werner Nahm (seit 2002 Direktor).
Im Juli 2009 schlug der Bericht des irischen Special Group on Public Service Numbers and Expenditure Programmes (auch als McCarthy-Bericht bekannt) unter anderem vor, das Institut entweder mit dem University College Dublin oder dem Trinity College (Dublin) zusammenzulegen. Der Bericht erwähnt Zahlungen des Finanzministerium von 6,7 Mio. € an insgesamt 79 Mitarbeiter, also im Durchschnitt fast 85.000 € pro Person/Jahr.